# Die Geschwister Oppermann (Film)
Die Geschwister Oppermann ist eine zweiteilige Fernseh-Verfilmung des gleichnamigen Romans von Lion Feuchtwanger. Der Film zeigt das Leben der jüdischen Berliner Kaufmannsfamilie Oppermann in der Zeit um die Machtergreifung der Nationalsozialisten.

## Handlung
Den drei Brüdern Martin, Gustav und Edgar Oppermann, ihrer Schwester Klara sowie deren Ehemann Jacques Lavendel gehört gemeinsam das Familienunternehmen Möbelhaus Oppermann, eine große Firma mit mehreren Verkaufsfilialen und eigenen Möbelfabriken. Während Edgar als Facharzt für Laryngologie und Gustav als Autor literaturgeschichtlicher Bücher arbeiten, führt Martin das Geschäft, unterstützt von den Prokuristen Hinze und Brieger. Kurz vor der Reichstagswahl vom November 1932 macht die Familie sich Sorgen, dass der erstarkende Antisemitismus sich negativ auf das Geschäft auswirken könnte, und plant eine Fusion mit einem Konkurrenzunternehmen, der Möbelmanufaktur Wels, sowie die Umbenennung in einen „neutraleren“ (das heißt nicht jüdisch klingenden) Namen. Gustav ist strikt dagegen, beugt sich aber den Argumenten seines Bruders Martin und stimmt der Aufnahme von Verhandlungen mit Wels zu.
Am Abend der Reichstagswahl feiert Gustav seinen 50. Geburtstag. Auch bei der Feier ist die politische Lage das dominierende Thema. Als um Mitternacht im Radio die Wahlergebnisse bekanntgegeben werden, herrscht Erleichterung, weil die NSDAP Stimmenverluste hinnehmen musste. Die Verhandlungen mit Wels in den folgenden Tagen scheitern zunächst.
Martins Sohn Berthold, ein siebzehnjähriger Gymnasiast, hat derweil andere Sorgen: Sein Deutsch- und Geschichtslehrer ist plötzlich verstorben, und der neue Lehrer Dr. Vogelsang ist überzeugter Nationalist. Berthold soll einen Vortrag halten und Vogelsang ändert kurzfristig das Thema, das mit dem alten Lehrer schon abgesprochen war. Berthold soll nun darüber sprechen, warum Hermann der Cherusker auch für die Deutschen der Gegenwart noch ein Held und Vorbild darstellt. Seine Mitschüler warnen Berthold, dass Vogelsang ihm eine Falle stellen und seine patriotische Gesinnung überprüfen wolle. Berthold recherchiert und will sich in seinem Vortag an die Fakten halten, dass die Bedeutung Hermanns und der Schlacht im Teutoburger Wald für die Geschichte eher gering ist. Bevor er aber begründen kann, warum man Hermann trotzdem als Helden ansehen kann, unterbricht Vogelsang Berthold und empört sich über dessen angebliche Beleidigung des deutschen Nationalgefühls. Er soll sich öffentlich entschuldigen oder werde der Schule verwiesen. Der Schuldirektor Francois ist eigentlich auf Bertholds Seite, traut sich aber angesichts der sich verschärfenden politischen Lage nicht, Vogelsang zu widersprechen – erst recht nicht, nachdem dieser einen Schmähartikel über die Schule in einer rechten Zeitung lanciert hat.
Berthold leidet unter dem Gewissenskonflikt, bespricht sich darüber zunächst nicht mit seinem Vater, weil er ihn nicht zusätzlich zu dessen Geschäftssorgen belasten will, redet aber mit seinem Onkel Gustav und andern Freunden der Familie. Vor die Wahl gestellt, sich seine akademische Karriere zu verbauen oder sein Gerechtigkeitsempfinden zu verraten, nimmt er sich in der Nacht vor der Schulversammlung, bei der er sich entschuldigen soll, mit Schlaftabletten das Leben.
Inzwischen ist Hitler zum Reichskanzler ernannt worden und die Repressionen gegen Juden und politische Gegner der Nationalsozialisten nehmen immer mehr zu. Der in politischen Fragen naive und idealistische Gustav Oppermann unterschreibt einen öffentlichen Aufruf von Intellektuellen gegen die NS-Regierung und bringt sich damit in Gefahr. Er flieht ins Ausland, kurz darauf wird seine Villa geplündert und verwüstet. Edgar Oppermann will seinen ebenfalls jüdischen jungen Kollegen Dr. Jacoby fördern und zu seinem Nachfolger aufbauen. Durch das Zurückhalten von Forschungsgeldern wird jedoch Druck auf das Krankenhaus ausgeübt, einen arischen Arzt einzusetzen. Während des Judenboykotts im April 1933 wird Edgar mit allen anderen jüdischen Ärzten von einem ins Krankenhaus eindringenden SA-Trupp vertrieben und kann fortan nicht mehr praktizieren.
Martin Oppermann muss nun wieder mit Wels verhandeln, der nun in NSDAP-Parteiuniform vor ihm sitzt und ihm seine Bedingungen für die Fusion der Firmen diktieren kann. Nur das Stammhaus darf Martin noch für ein Jahr unter dem Namen Oppermann weiterführen, allerdings leiden die Geschäfte unter dem Boykott. Martin gibt mehreren jüdischen Angestellten Arbeit, die von Wels zuvor entlassen wurden. Einer seiner Lagerarbeiter ist jedoch aktives NSDAP-Mitglied und fordert von ihm die Entlassung der jüdischen Kollegen. Als Martin sich weigert, wird er bald darauf abgeholt und kommt für eine Nacht in ein Konzentrationslager, wo er entwürdigende Behandlung über sich ergehen lassen und die Folter von Mitgefangenen mit ansehen muss. Gegen eine schriftliche Erklärung, dass er die jüdischen Mitarbeiter entlassen werde und im Lager „gut behandelt“ worden sei, wird er, körperlich und psychisch gebrochen, wieder freigelassen.
Das Leben Gustavs im Schweizer Exil und seine Rückkehr nach Deutschland, was einen großen Teil des dritten Buches des Romans ausmacht, wird im Film nicht dargestellt.

## Produktion
Der Film ist eine Produktion der KG Gyula Trebitsch im Auftrag von ZDF, ORF, Schweizer Fernsehen, BBC und SVT 1 und wurde im Studio Hamburg gedreht. Die Erstausstrahlung war am 30. und 31. Januar 1983 anlässlich des 50. Jahrestags der Machtergreifung der Nationalsozialisten und fand gleichzeitig in Deutschland, Österreich, der Schweiz, Großbritannien, Schweden und Italien statt. Später folgten Ausstrahlungen in Israel, Australien und Neuseeland. Seit 2008 ist der Film auch auf DVD erhältlich.

## Rezeption
Die Rezension im Spiegel lobt die „trügerische, ungemütliche Ruhe“, die der Film ausstrahlt, sowie die „sachliche Präzision seiner Bilder, begleitet von einer Chronik des Zeithintergrunds in einer unkommentierten Montage aus Photos und Zeitungsausschnitten“. Auch Manuel Brug hebt in seiner Welt-Rezension diesen Darstellungsstil hervor: „Monk musste damals noch nicht hektischen Aktionismus entfesseln [...]. Er konnte sich auf seine Charakter konzentrieren und auf seine Riege erstklassiger Schauspieler.“

„Wie gut das deutsche Fernsehspiel einst war!“

„Ein Klassiker unter der TV-Literaturverfilmungen. Für viele einer der Grundsteine des modernen Fernsehfilms, hat Egon Monk den Roman von Lion Feuchtwanger auf derart kongeniale Weise verfilmt, dass die Produktion national und international mit Fernseh- und Festivalpreisen bedacht wurde.“

## Auszeichnungen
Der Produzent Gyula Trebitsch erhielt die Goldene Kamera 1983, die gleichzeitig eine Auszeichnung für sein Lebenswerk war.
Bei der 20. Verleihung des Adolf-Grimme-Preises 1984 erhielt Regisseur und Drehbuchautor Egon Monk sowohl den Grimme-Preis in Gold als auch den Publikumspreis der Marler Gruppe.